# Berberis collettii
Berberis collettii är en berberisväxtart som beskrevs av Camillo Karl Schneider. Berberis collettii ingår i släktet berberisar, och familjen berberisväxter. Inga underarter finns listade i Catalogue of Life.